# Promachus superfluus
Promachus superfluus là một loài ruồi trong họ Asilidae. Promachus superfluus được Oldroyd miêu tả năm 1972. Loài này phân bố ở miền Ấn Độ - Mã Lai.